# ديفيد لويس (لاعب كريكت)
ديفيد لويس (18 ديسمبر 1940 في المملكة المتحدة - )  (بالإنجليزية: David Lewis)‏ هو لاعب كريكت بريطاني وبريطاني. لعب مع نادي مقاطعة غلاموركن للكريكت ‏.